# Spider-Man No More!
Spider-Man No More! (рус. Больше никакого Человека-паука!) — сюжетная линия, которая развивалась в выпуске The Amazing Spider-Man #50, выпущенном в июле 1967 года издательством Marvel Comics. Автором сюжета стал Стэн Ли вместе с художником Джоном Ромитой-старшим.

## Сюжет
Питер Паркер решает оставить жизнь Человека-паука, так как ничего не получает взамен — ни уважения, ни одобрения полиции города, ни благодарности, и неважно, сколько людей он спасает. Он выбрасывает свою костюм в мусорный бак, где его находит мальчик и костюм вместе с известием, что Человек-паук оставил свой пост, доходит до Джей Джона Джеймсона, редактора Daily Bugle, который печатает репортаж и успешно распродаёт весь тираж газеты. Питер старается вести обычную жизнь — работать и заниматься учёбой, и, несмотря на растущий уровень преступности в городе, решает не вмешиваться, давая полиции делать своё дело. В то же время как в городе появляется новый преступный босс по прозвищу Кингпин. Во время поездки на своём мопеде, Питер слышит крик о помощи, на который никто не реагирует, и решает помочь. Он спасает ночного сторожа, который напомнил ему его дядю Бена и тот момент, когда Питер решил стать Человеком-пауком. Он отправляется в офис Daily Bugle, где забирает свой костюм и решает дождаться Джеймсона, чтобы сообщить ему, что Человек-паук возвращается.

## Ultimate
Во вселенной Ultimate Marvel, главным героем сюжетной линии Spider-Man No More! является Майлз Моралес, который перестал быть Человеком-пауком после смерти матери по вине Венома. Год спустя Майлз снова стал супергероем после встречи с Джессикой Дрю, которая хотела остановить корпорацию Роксон, где работал Веном.

## Упоминания в культуре
- Сюжет Spider-Man No More! лёг в основу полнометражного фильма «Человек-паук 2», который вышел в 2004 году[1], а некоторые страницы появились в новелизации фильма, релиз которой состоялся в том же году[2].
- В эпизоде «Husbands and Knives» мультсериала «Симпсоны», Продавец комиксов, когда решает оставить свой бизнес, уходя произносит «Spider-Man No More!».

## Коллекционные издания
| Название                             | Включенные выпуски            | Дата         | ISBN               |
| ------------------------------------ | ----------------------------- | ------------ | ------------------ |
| Essential Amazing Spider-Man, Vol. 3 | The Amazing Spider-Man #44-68 | 29 июля 1998 | ISBN 0-7851-1864-0 |